# 駐萊茵河英國陸軍
历史上有两个军事部隊名为驻莱茵河英國陸军（英語：British Army Of Rhine）。两者最初都是英国驻德国的占领军，一个建立于第一次世界大战之后，另一个建立于第二次世界大战之后。这两支部队都在德国境内的莱茵河流域执勤。

## 历史

### 第一次世界大战后

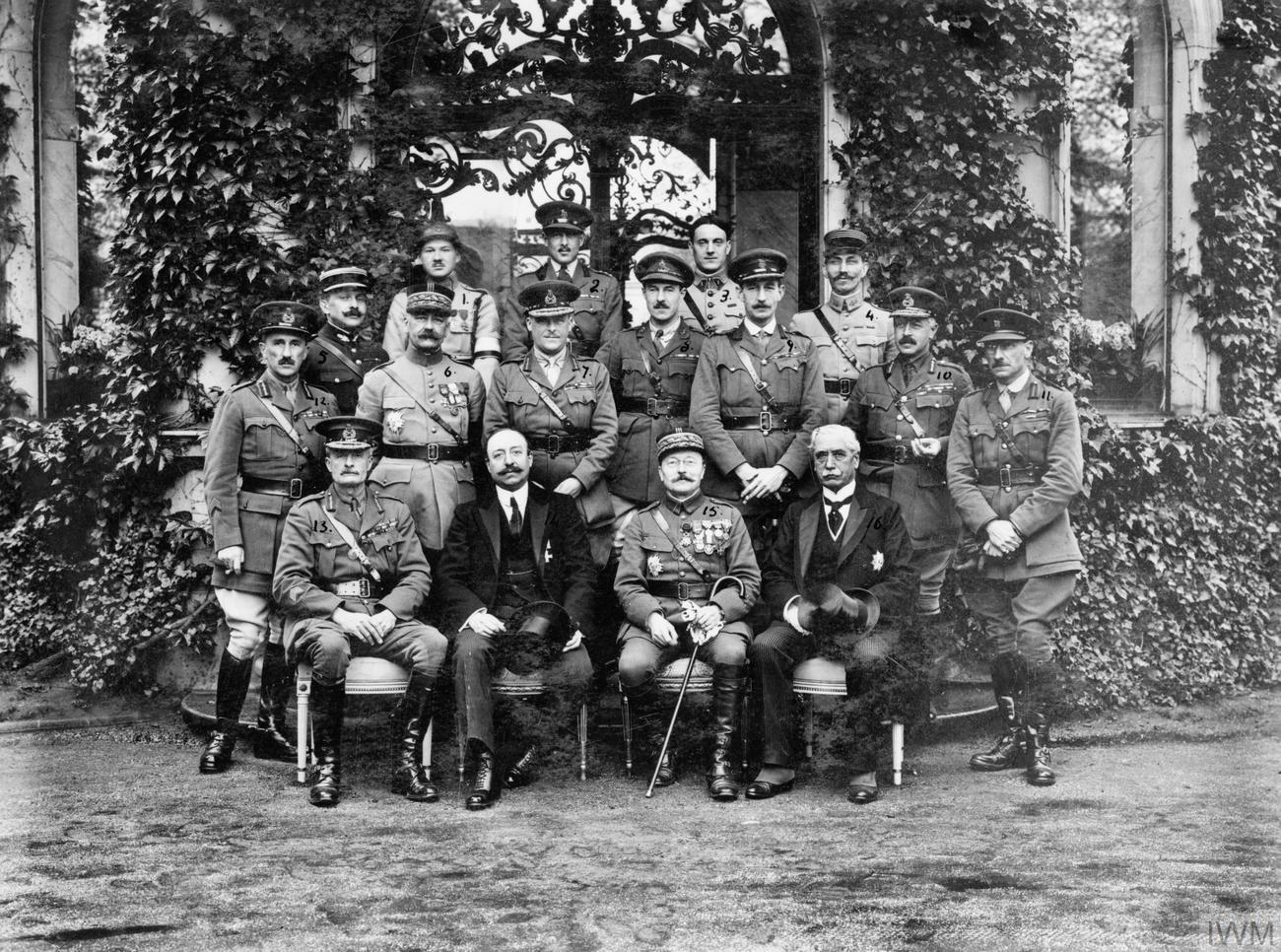
英国和法国的军官以及行政专员在协约国占领军总司令部外的正式合影。摄于玛丽恩堡

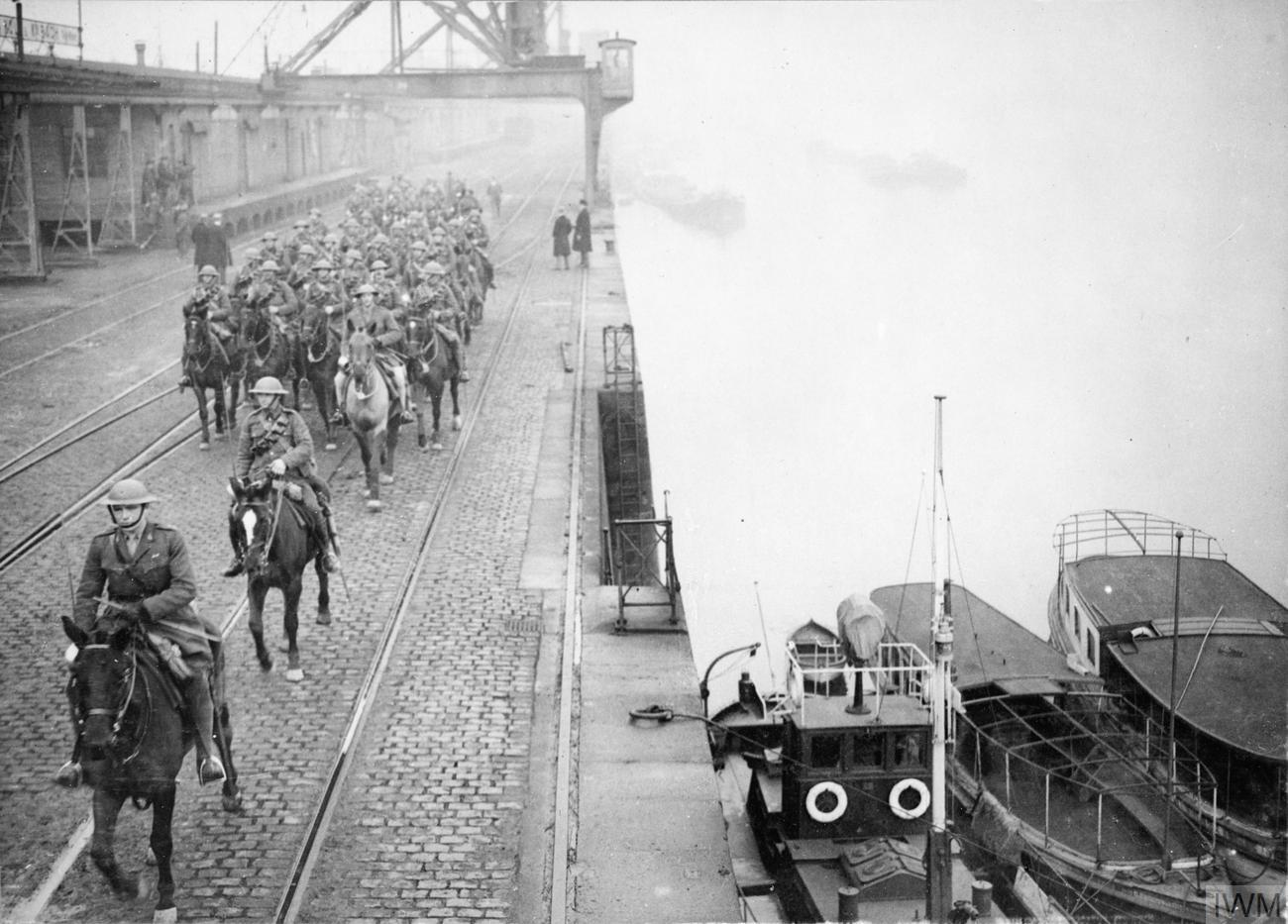
第18轻骑兵团在科隆。摄于1918年12月6日

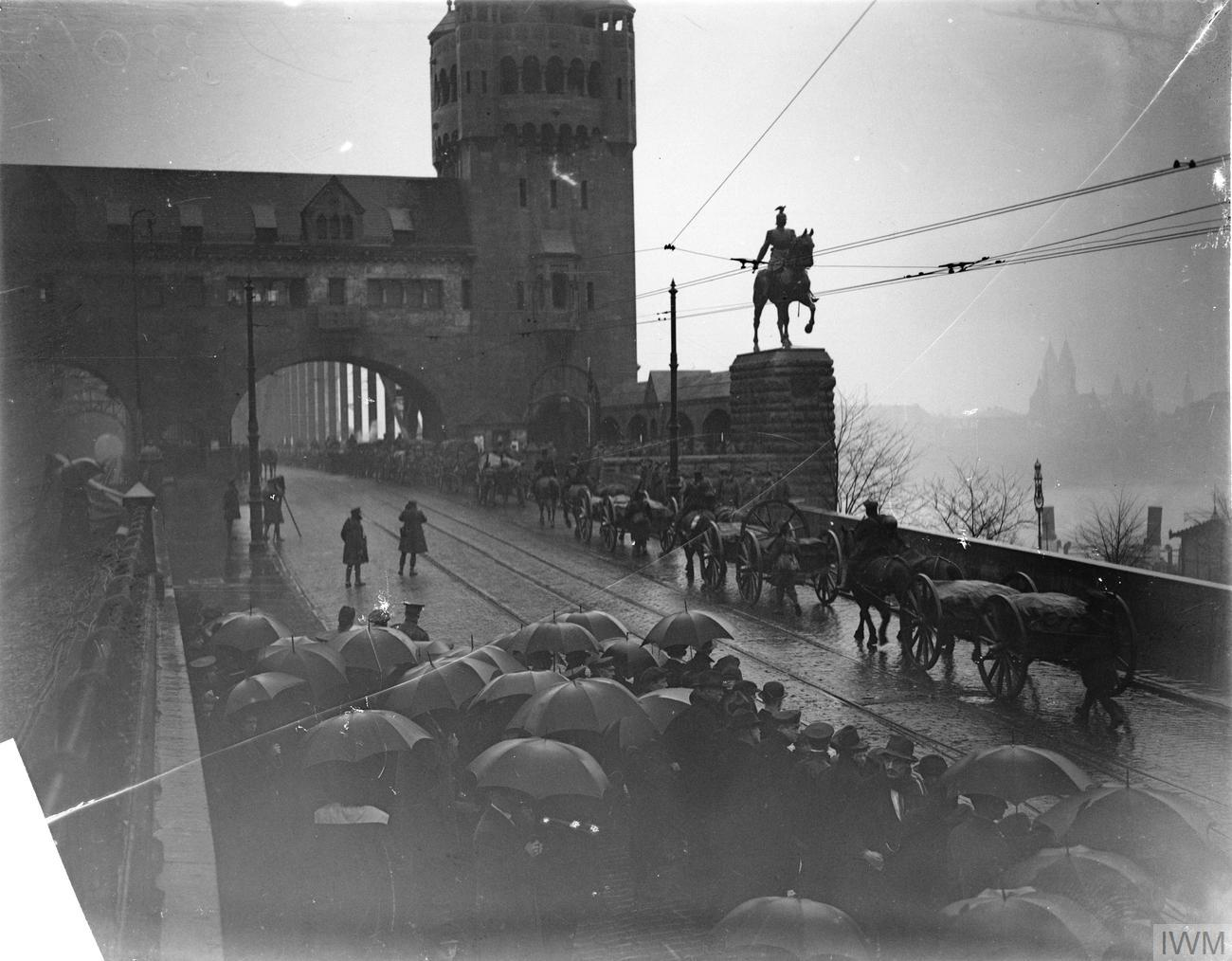
驻莱茵河英军司令陆军元帅普卢默勋爵，向从霍亨索伦桥进入科隆的第29师敬礼。

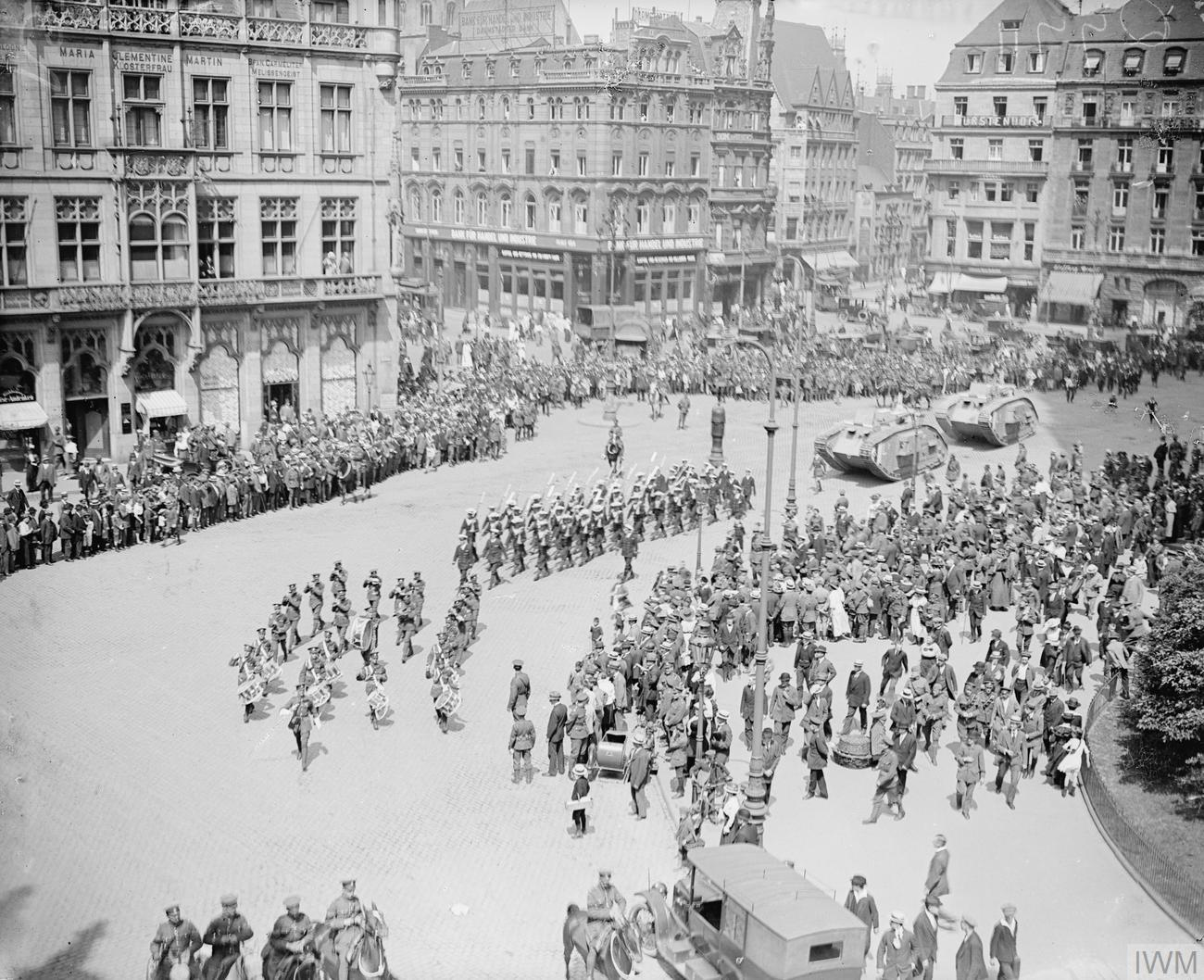
两辆坦克在第六军指挥官艾尔默·霍尔丹的带领下执行巡逻任务并穿过科隆市区。摄于1919年6月

第一支驻莱茵河英军组建于1919年3月，其职责为落实协约国对莱茵兰的军事占领。它最初由五个军组成，每个军由两个师组成，外加一个骑兵师：
第2军：由克劳德·雅各布爵士指挥
- 轻型师（由第2师组成）：由乔治·杰弗里斯少将指挥
- 南部师（由第29师组成）：由威廉·赫内克少将指挥

第4军：由亚历山大·戈德利爵士指挥
- 低地师（由第9师组建）
- 高地师（由第62师组建）

第6军：由艾尔默·霍尔丹爵士指挥
- 北部师（由第3师组建）
- 伦敦师（由第41师组成）

第9军：由沃尔特·布雷斯韦特爵士指挥，后来改由艾弗·麦克西斯指挥
- 西部师（由第一师组建）
- 米德兰师（由第六师组建）

第10军：由托马斯·莫兰爵士指挥
- 兰开夏师（由第32师组建）
- 东部师（由第34师组建）

骑兵师（由第一骑兵师组成）
由于这些单位中的大多数被逐渐解散，到1920年2月，驻莱茵河英军只剩下了正规营：
- 皇家爱尔兰团第一营
- 伍斯特郡团第四营
- 黑卫士团（皇家高地步兵）第二营
- 米德尔塞克斯团第一营
- 米德尔塞克斯团第三营
- 达勒姆轻步兵团第一营

1920年8月，温斯顿·丘吉尔告知英国议会，驻莱茵河英军由大约13,360名士兵组成，包括参谋、骑兵、皇家炮兵、皇家工程兵、步兵、机枪部队、坦克和通常的辅助勤务人员。这些部队主要驻扎在科隆附近，每月消耗费用约为300,000英镑（相当于2021年的13,888,000英镑）。《科隆邮报》是在此期间面向英国驻军出版的报纸。
从1922年起，驻莱茵河英军被整编为两个旅：
第一莱茵旅
- 皇家诺森伯兰燧发枪兵团第一营1922年–1926年
- 西约克郡团第一营1922年–1926年
- 女王陛下的卡梅伦高地步兵团第二营1922年-1926年
- 约克与兰开斯特步兵团第一营1922年–1924年
- 皇家伯克郡步兵团第二营1926年-1928年
- 皇家韦尔奇燧发枪团第二营1926年11月–1929年10月
- 伍斯特郡团第二营1926年–1928年

第二莱茵旅
- 康沃尔公爵轻步兵团第二营1922年–1924年
- 国王陛下的约克郡轻步兵团第一营1922年–1924年
- 国王皇家来复枪团第二营1922年–1925年
- 皇家阿尔斯特来复枪团第一营1922年–1926年
- 曼彻斯特步兵团一营1923年–1924年
- 国王什罗普郡轻步兵团第二营1924年–1927年
- 牛津和白金汉郡轻步兵团第一营1925年–1927年
- 皇家燧发枪团第二营1926年–1929年
- 莱斯特郡步兵团第二营1927年–1929年
- 多塞特郡步兵团第二营1928年–1929年

#### 总司令
在此期间，驻莱茵河英军的指挥官们是：
- 陆军元帅普卢默勋爵1918年–1919年
- 陆军上将威廉·罗伯逊爵士1919年–1920年
- 陆军少将托马斯·莫兰爵士1920年–1922年
- 陆军中将亚历山大·戈德利爵士1922年–1924年
- 陆军上将约翰·杜坎恩爵士将军1924年–1927年
- 陆军中将威廉·思韦茨爵士将军1927年–1929年

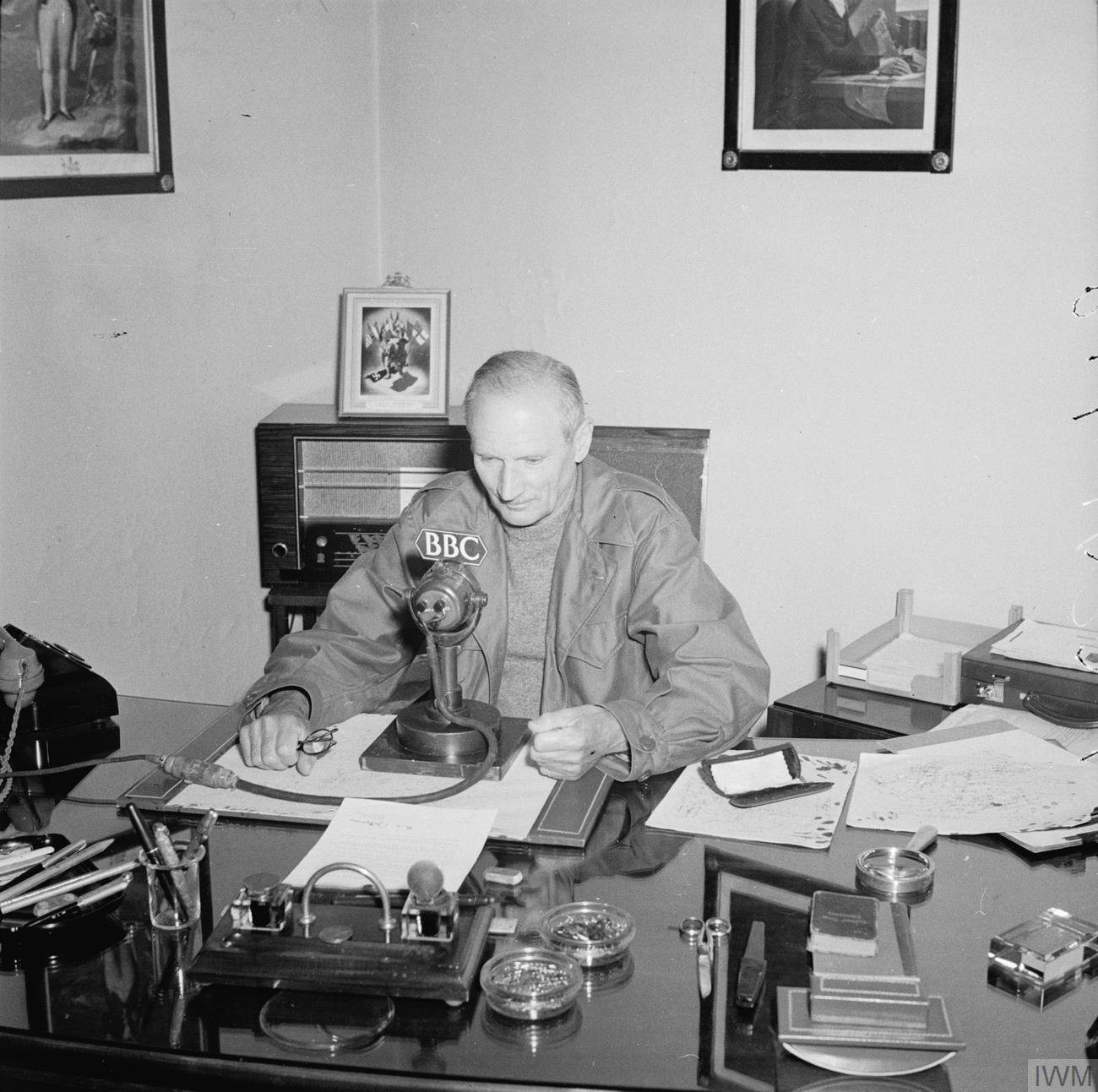
陆军元帅阿拉曼的蒙哥马利子爵正在录制无线电广播，以示在欧陆英军由英国解放军重组为驻莱茵河英军。

1988年至1994年，驻莱茵河英军第1、3和第4装甲师的13个机械化步兵营使用的武士步兵战车。

### 第二次世界大战后
1945年8月25日，第二支驻莱茵河英军由英国解放军改组成立。它最初的职责是维持对军事管理区的控制，这些军事管理区维持着英国对自己在德国分区占领中相应区域的管制。在英占区成立文官政府后，驻莱茵河英军只负责指挥所有在德英军，不负责行政管理。至於邊防工作，則於1946-1955年間，一度交由英國外交部屬下的「邊境控制處」負責。
随着苏联越过北德平原入侵西德的潜在威胁增加，驻莱茵河英军所承担的责任更多的是防御而非占领。1949年北约成立后，它成为对英国与北约间交流与合作进行管理的主要机构。它的主要作战部队是英国陆军第一军。从1952年起，在与苏联和华约交战时，驻莱茵河英军司令同时将成为北约北方集团军群(NORTHAG)的指挥官。冷战期间，为了应对红色威胁，驻莱茵河英军曾经一度装备有战术核武器。1967年，这支部队的兵力从10年前的80,000人减少到53,000人。

#### 指挥官
在此期间，驻莱茵河英陸军的指挥官是：
- 陆军元帅蒙哥马利子爵1945年–1946年
- 陆军中将理查德·麦克里里爵士1946年–1948年
- 陆军中将布赖恩·霍罗克斯爵士1948年
- 陆军中将查尔斯·凯特利爵士1948年–1951年
- 陆军上将约翰·哈丁爵士1951年–1952年
- 陆军上将理查德·盖尔爵士1952年–1957年
- 陆军上将达德利·沃德爵士1957年–1960年
- 陆军上将詹姆斯·卡塞尔斯1960年–1963年
- 陆军上将威廉·斯特林爵士1963年–1966年
- 陆军上将约翰·哈克特爵士1966年–1968年
- 陆军上将德斯蒙德·菲茨帕特里克爵士1968年–1970年
- 陆军上将彼得·亨特爵士1970年–1973年
- 陆军上将哈里·图佐爵士1973年–1976年
- 陆军上将弗兰克·金爵士1976年–1978年
- 陆军上将威廉·史考特爵士1978年–1980年
- 陆军上将迈克尔·高爵士1980年–1983年
- 陆军上将奈杰尔·巴格纳尔1983年–1985年
- 陆军上将马丁·法恩代尔爵士1985年–1987年
- 陆军上将布赖恩·肯尼爵士1987年–1989年
- 陆军上将彼得·英格爵士1989年–1992年
- 陆军上将查尔斯·格思里爵士1992年–1994年5月（编制解散）

#### 驻军
- 卑尔根-霍恩驻军
- 奥斯纳布吕克驻军
- 威斯特法伦驻军

### 冷战后
1993年的应变缩减计划导致驻莱茵河英军的规模缩小。1994年，驻莱茵河英军改组成为驻德英军(BFG)。这支部队大约有25,000人，分为盟军快速反应部队、第1装甲师、其他作战支援和战勤支援部队，以及以英国支援司令部（德国）为首的行政部门。此时关闭的驻军基地包括索斯特（第6装甲旅的驻地）、索尔陶（第7装甲旅的驻地）和明登（第11装甲旅的驻地）。
在于2010年重新审视国防政策之后，英国开始逐步取消在德国的永久军事部署，最后一个军事基地于2020年2月交还给德國聯邦國防軍。